# Aiguille de la Grande Sassière
Aiguille de la Grande Sassière – szczyt w Alpach Graickich, części Alp Zachodnich. Leży na granicy między Włochami (region Dolina Aosty) a Francją (region Owernia-Rodan-Alpy). Należy do Grupy Grande Sassière i Rutor. Znajduje się w grani głównej Alp. Szczyt można zdobyć ze schroniska Rifugio Mario Bezzi (2284 m) od strony włoskiej. Francuska strona szczytu objęta jest Rezerwatem Naturalnym Grande Sassière. Szczyt otaczają lodowce: du Fond, de la Sassière i Bassac Déré. Jest najwyższym szczytem Grupy Grande Sassière i Rutor.
Pierwszego wejścia dokonali W. Mathews i M. Croz 5 sierpnia 1860 r.